# Vasco Fernandes César de Meneses
Vasco Fernandes César de Meneses, 1º Conde de Sabugosa, (16 de outubro de 1673 - 24 de outubro de 1741) foi alferes-mor do reino, alcaide-mor de Alenquer, comendador de São João de Rio Frio e de São Pedro de Lomar, vice-rei da Índia e 4º vice-rei do Brasil, filho de D. Mariana de Lencastre e Luís César de Meneses, também comendador das localidades do filho, governador do Rio de Janeiro, capitão-general de Angola e da Bahia posteriormente.

## Carreira
Durante seu vice-reinado na Índia, submeteu o Rajá Kanará, através do bloqueio de Barcelor, Calianapor, Catapal, Moloquim, Mangalor, entre outras localidades. O rajá de Sunda, temendo também por seus domínios, propõe paz. Desejando voltar à Corte, o Conde de Sabugosa entrega o cargo, pelas vias de sucessão, ao Arcebispo de Goa Dom Sebastião de Andrade Pessanha, partindo assim para Portugal.

### Vice-rei do Brasil
Foi vice-rei do Brasil por quinze anos, de 1720 a 1735. Durante seu tempo no poder, cuidou da construção de fortes e iniciou o povoamento das regiões onde havia ouro. Foi o responsável pela criação da primeira sociedade literária da colônia (e, portanto, do Brasil): a Academia dos Esquecidos, fundada em 1724. Extinguiu-se no ano seguinte, mas produziu muitos poemas, prosas, orações e composições.
Houve durante seu governo um motim de soldados da Bahia, em maio de 1728, conhecido como o motim do Terço Velho. O castigo aos revoltosos foi rigoroso: foram levados a julgamento e houve empate na hora de decidir a sentença de sete deles. O vice-rei desempatou, condenando-os ao enforcamento. Entre eles, dois que foram apontados como líderes do motim foram esquartejados e tiveram seus corpos expostos publicamente para servir de exemplo, em um gesto bárbaro.